# Sławomir Lindner
Sławomir Lindner (ur. 8 maja 1913 w Kole, zm. 18 marca 1982 w Warszawie) – polski aktor filmowy i teatralny, reżyser teatralny i pedagog, porucznik piechoty Wojska Polskiego.

## Życiorys
W latach trzydziestych ukończył Korpus Kadetów Nr 3 w Rawiczu oraz Szkołę Podchorążych Piechoty w Ostrowi Mazowieckiej. 4 sierpnia 1934 roku Prezydent RP Ignacy Mościcki mianował go podporucznikiem ze starszeństwem z dniem 15 sierpnia 1934 roku i 177. lokatą w korpusie oficerów piechoty, a Minister Spraw Wojskowych wcielił do 55 pułku piechoty w Lesznie. Z dniem 1 września tego roku został wyznaczony na stanowisko dowódcy plutonu. Na stopień porucznika został awansowany ze starszeństwem z 19 marca 1938 i 181. lokatą w korpusie oficerów piechoty. W marcu 1939 pełniłł służbę w batalionie KOP „Sienkiewicze” w Sienkiewiczach na stanowisku dowódcy plutonu 2. kompanii granicznej. W maju 1939 został przeniesiony do batalionu KOP „Hel”. W czasie mobilizacji w sierpniu tego roku został dowódcą plutonu w 13. kompanii. Na tym stanowisku walczył w obronie Helu. W czasie okupacji przebywał w Oflagu II C Woldenberg, gdzie uczestniczył w jenieckim życiu teatralnym.
Pełne kwalifikacje aktorskie uzyskał w 1947 roku. Pracownik wielu teatrów, m.in. Teatru Nowego (od 1949), Teatru Nowej Warszawy (od 1950), Ludowego Teatru Muzycznego (1951/1952), Teatru Syrena (1952–1954), Teatru Komedii Muzycznej (1954–1955), Operetki Warszawskiej (1955–1956), Teatru Polskiego (1962–1966), Teatru Klasycznego (1966–1972), Teatru Studio (1972–1973) i Teatru Ludowego (1973–1978). Pracował jako aktor, asystent reżysera, kierownik plastyczny, choreograf taneczny, instruktor szermierki i instruktor walk. W roku 1960 był konsultantem w kwestiach szermierki i jazdy konnej przy produkcji filmu Krzyżacy.
W roku 1978 przeszedł na emeryturę. Jego żoną była Anna Bursche-Lindnerowa, w końcu lat 40. i w latach 50. mistrzyni Polski w jeździe figurowej na lodzie.
Został pochowany na cmentarzu ewangelicko-augsburskim w Warszawie (kwatera E-1-13).
Autor wspomnień „Ale serce boli. Wspomnienia starego kadeta” – Instytut Wydawniczy Pax 1983.

## Filmografia
- 1964 – Barbara i Jan (odc. 7 – Willa na przedmieściu) – krupier w nielegalnym kasynie,
- 1964 – Rękopis znaleziony w Saragossie – ojciec Alfonsa van Wordena,
- 1966 – Bariera – mężczyzna wywijający szablą w restauracji,
- 1966 – Kochajmy syrenki – inspektor w Bolesławcu,
- 1966 – Piekło i niebo – grzesznik w kadzi w starym piekle,
- 1971 – Agent nr 1,
- 1971 – Jeszcze słychać śpiew. I rżenie koni... – starszy wachmistrz Jan Ligenza,
- 1972 – Droga w świetle księżyca – woźnica,
- 1973 – Hubal – Michał Karaszewicz-Tokarzewski, generał „Torwid”,
- 1974 – Karino – działacz na naradzie przed Wielką Pardubicką,
- 1974 – Łukasz – major, dziadek Łukasza
- 1976 – 07 zgłoś się (odc. 3 – Dziwny wypadek) – dziadek Jolki Helsztyńskiej, szef szajki złodziei samochodów,
- 1981 – Najdłuższa wojna nowoczesnej Europy (odc. 12 Państwo w państwie) – przemawiający na akademii z okazji powstania Hakaty,
- 1982 – Punkty za pochodzenie – profesor szkoły teatralnej.